# Tomáš Černoušek
Tomáš Černoušek (6. prosince 1927 Brno – 13. září 2001 Praha) byl český architekt, projektant, spisovatel a katolický jáhen. Své dílo spjal zejména se sakrální architekturou.

## Život
Narodil se do rodiny Ing. Tomáše Černouška st. v Brně, většinu mládí i studia však prožil v Olomouci. Vystudoval Střední průmyslovou školu stavební v Brně (1944–48), následně pak vystudoval obor Architektura a urbanismus na Fakultě architektury VUT v Brně (1949–53). Po roce 1989 byl členem České komory architektů (jako autorizovaný architekt) a také byl členem redakční rady časopisu Architekt.

## Pracovní život
Většinu pracovního života prožil v podniku Sigma Koncern, kde realizoval projekty mnohých pozemních staveb, např. Úpravnu vody v Olomouci-Hejčíně, proslulý vodojem v Brně-Kohoutovicích a další, často ve spolupráci s kolegy z jiných oborů (vodní stavby, hydrologie, betonové konstrukce atd.).
Z politických důvodů nebylo žádoucí, aby se před rokem 1989 věnoval práci architekta sakrálních staveb. Přesto se mu podařilo dokončit několik menších projektů, zejména úprav liturgických prostorů (v kostelích a kaplích) v návaznosti na změny po Druhém vatikánském koncilu – realizace obětních stolů, tehdy nově čelem k přítomným věřícím, sedes (křesel celebranta), ambonů, mobiliářů kostelů, výmaleb, přestaveb, provedených citlivě, vzhledem ke stáří těchto budov. Často při tom spolupracoval s významnými českými umělci – sochaři (Otmar Oliva, Pavel Hřebíček, Jan Knap, Ivan Theimer), malíři (Jan Jemelka ml.), řemeslníky (truhláři, tesaři), s památkáři a dalšími. Tato činnost pokračovala zejména po roce 1989, kdy odešel do důchodu z podniku Sigma Koncern, ale navázal díly nejdůležitějšími – samostatnými architektonickými projekty sakrálních budov.
Protože měl mnoho kolegů a známých, připomeňme např. prof. Vladimíra Šlapetu, rodem z Olomouce, dokázal rychle vybudovat tým, který zajišťoval celou realizaci architektonického návrhu od vysoutěžení zakázky, po provedení vlastní stavby. V posledních cca 10 letech života intenzivně spolupracoval s architektonickým ateliérem Ing. arch. Jana Zajíčka v Olomouci, kde společně vznikly nejvýznamnější projekty staveb arch. Černouška. Arch. Černoušek vystupoval skromně, ale dá se říct, že byl autorem všech vnějších obrysů stavby a vnitřního uspořádání. Více než 10 let byl rovněž hlavním architektem na sv. Kurii Arcibiskupství olomouckého.
Obdržel Cenu města Olomouce za rok 1998 v oblasti architektura.

## Architektonické dílo

### Pozemní, veřejné stavby
- Úpravna vody v Olomouci-Černovíru (někdy zmiňováno v Olomouci-Hejčíně) – uvedeno do provozu roku 1972 – funkcionalistický styl, na dobu vzniku neobvyklý
- Vodojem v Brně-Kohoutovicích (společně s J. Hejzlarem a B. Menclem) – nadčasové řešení s použitím odlehčených betonových trámců (dřík vodojemu odlitý, vlastní těleso vodojemu z dovezených prefabrikovaných dílů). Tvar obráceného kužele, dobře viditelného z dálky. Připomíná kubistický styl.
- Dům hotelového typu v Olomouci – projekt moderního bydlení pro mladé lidi s množstvím dostupných služeb, malé byty s vlastním sociálním zařízením. Koncept domu v zásadě umožňoval rychlou adaptaci na hotel, nebo na obytný dům (případ např. olympijských her atd.)

### Úpravy liturgického prostoru
- Bazilika sv. Cyrila a Metoděje na Velehradě – kompletní adaptace na moderní pojetí sakrálního prostoru, včetně ambonu, sedes, mobiliáře. Ozdobné prvky (kříž, svícny, další drobné předměty) realizoval Otmar Oliva, sochař a metalurg aktivně tvořící rovněž na Velehradě.
- Proboštský kostel sv. Mořice v Olomouci – velkorysá adaptace v jeho „domovské“ farnosti, kde celou dobu od svého vysvěcení až do své smrti sloužil jako trvalý jáhen.
- Bazilika sv. Michala v Olomouci?
- Katedrála sv. Václava v Olomouci
- Prostor před kaplí sv. Jana Sarkandera v Olomouci
- Bazilika Navštívení Panny Marie na Svatém Kopečku
- Kostel sv. Martina v Bánově – na moravsko-slovenské pomezí měl obzvláště hezké vzpomínky, jeho manželka pocházela z této obce.
- Kostel v Kněžpoli
- Kostel v Konici
- Realizace zasklení románského okna Přemyslovského paláce v Olomouci – společně s malířem a vitrážistou Janem Jemelkou ml.

### Kostely a kaple
- Kostel Panny Marie Pomocné ve Zlatých Horách (vysvěceno 1995) – velkolepý areál poutního kostela, kláštera, poutního domu a ambitu v málo přístupném terénu Jeseníků. Vystavěno na místě původního kostela, zdevastovaného a zbořeného po 2. světové válce. Z dobových fotografií areálu lze sledovat podobný ráz stavby. Hlavním symbolem je vnější mozaika Panny Marie Pomocné, která byla osazena později - spolupráce Ing. František Zajíček
- Návrh tribuny pro návštěvu papeže Jana Pavla II. v ČR (na letišti v Olomouci – Neředíně) (1995) -  - spolupráce Ing. František Zajíček
- Kaple sv. Jana Sarkandera v Pašovicích (vysvěceno 1995)  - spolupráce Ing. František Zajíček
- Kostel sv. Jana Nepomuckého v Žádovicích (vysvěceno 1996)
- Klášter klarisek-kapucínek s kaplí sv. Anežky České ve Šternberku – zřejmě nejzásadnější dílo, které rovněž pomohlo udržet kontinuitu řádu klarisek-kapucínek, neboť prostory původního kláštera již nebyly vyhovující. Vysvěceno 1996.  - spolupráce Ing. František Zajíček
- Kostel sv. Cyrila Metoděje v Ostravě-Pustkovci (vysvěceno 1998) - spolupráce Ing. František Zajíček
- Kostel sv. Ludmily v Suché Lozi (vysvěceno 1999) - Hlavní projektant Ing. František Zajíček
- Kaple sv. Ducha v Podolí (vysvěceno 2006) – Hlavní projektant Ing. František Zajíček
- Kostel sv. Václava ve Václavovicích – vysvěceno po smrti arch. Černouška (28.9.2001) - spolupráce Ing. František Zajíček

### Rodinné domy
- Dům Fr. Mošťka v Bánově (1971–73?)
- Dům St. Mošťka v Archlebově (1992?)

### Architektonická inspirace
Arch. Černoušek hledal inspiraci v křesťanské víře (v Bibli i jinde), v mnohých setkáních s inspirativními lidmi, při výuce, na odborné bázi byl jeho vzorem pro vnitřní uspořádání a praktičnost budov Le Corbusier a Pierre Jeanneret. V průběhu navštívil několik zemí včetně Finska, NSR, USA a Izraele. Tíhnul ke škole funkcionalismu – Adolf Loos, Ludwig Mies van der Rohe, Bohuslav Fuchs (u kterého architekturu studoval), Dušan Jurkovič. Avšak dokázal dosáhnout svébytného architektonického stylu – složité kompozice s využitím lomeného oblouku, použití otevřených dřevěných krovů (tradiční lidová architektura), vysoké, štíhlé linie (sepjaté ruce, blíž k Bohu). Střecha kostela sv. Václava ve Václavovicích má připomínat svatováclavskou přilbici. Jeho síla skví v detailech – kříže, svícny, konvičky, drobné liturgické předměty, sochy, mozaiky, vitráže, křesla, kliky vstupních dveří – na tom spolupracoval s předními umělci.

## Zasvěcený život
V potřebě účasti na duchovní obnově českého národa po roce 1989 vystudoval rovněž Cyrilometodějskou teologickou fakultu Univerzity Palackého v Olomouci, v roce 1995 byl v katedrále sv. Václava v Olomouci vysvěcen na jáhna. Službu trvalého jáhna zastával až do své smrti v roce 2001. Součástí této služby bylo navštěvování nemocných, duchovní povzbuzení, podání eucharistie a dalších svátostí.
Dále působil jako arcibiskupský jáhen ve sboru olomouckého arcibiskupa Mons. Jana Graubnera. Zásadním způsobem se přičinil o technickou realizaci papežské návštěvy v Olomouci v roce 1995.
Společně s manželkou patřili mezi členy tzv. (terciárního) Sekulárního františkánského řádu.

## Pedagogická a další činnost
Jako trvalý jáhen vyučoval katechismus a religionistiku na Gymnáziu ve Šternberku. Působil také jako vyučující na Cyrilometodějské teologické fakultě Univerzity Palackého.
Byl příležitostným spisovatelem, či spíše autorem různě rozsáhlých (zejména odborných, teologických a liturgických) textů.
Je autorem následujících knih:
- Texty – výbor z drobných děl a především liturgických kázání na různá témata. Graficky doplnil fotograf František Jemelka.
- Liturgický prostor – zásadní a citované[3] pojednání o koncepci liturgického prostoru na sklonku 20. století, hledající inspirace ve změnách po Druhém vatikánském koncilu. Založeno zejména na vlastních zkušenostech a realizacích. Fotografie: František Jemelka.

- Svými kořeny se dotýkáme hvězd – posmrtně vydané dílo, výbor kázání

Byl aktivním představitelem samizdatu. Před rokem 1989 přechovával mnohé zakázané a hledané texty. Z nejdůležitějších děl se mu podařilo ukrýt např. archiv Timothea Vodičky, filosofa a svého duchovního mentora. Vzhledem ke své profesi a povaze se nepředpokládalo, že by taková díla přechovával, i když riziko odhalení a vyšetřování bylo značné.
Byl také malířem a grafikem, zejména pro členy svojí rodiny a pro přátele vytvořil desítky drobných i větších děl osobitého stylu, většinou grafiky (kombinovaná technika akvarelu a kresby perem), např. Moje vila na Capri a další. Je autorem i dalších drobných děl – tzv. primiční obrázky (vydávané u příležitosti vysvěcení na jáhna, kněze). Mezi jeho oblíbené malíře a grafiky patřili – Ivan Theimer, Kamil Lhoták, Jan Jemelka st., Jan Jemelka ml., Victor Vasarely a mnozí další.
Byl členem Spolku českých bibliofilů, měl blízko k nakladateli J. Florianovi, setkal se s J. Demlem, J. Čepem, J. Zahradníčkem a jako spisovatel i člověk vystupoval na obranu české křesťanské poezie a prózy druhé poloviny 20. stol., která byla tehdy zakázaná či cenzurovaná.
Jedním z jeho koníčků bylo společenství přátel, ve kterém nebylo vůbec podstatné, zda se člen cítí být umělcem, nebo ne. Jednalo se tedy o okruh přátel ze všech oblastí lidského života. Z významných členů: Dušan Topolský,(výtvarník), Vladimír Šlapeta (architekt, historik umění), Josef Ďoubal (zaměstanec ČSD), Vojtěch Gaja (spisovatel, překladatel), Vladimír Coufal (elektrotechnik), Miroslav Najdekr (stavební inženýr), Vladimír Ženožička (výtvarník), Bohuslav Brůha (inženýr ČSD), Pavel Zatloukal (historik umění) ....
V průběhu života se dočkal několika autorských výstav, jedna z prvních se konala v roce 1989, do poslední chvíle nebylo zřejmé, zda nebude zakázána. Do mnohých výstav sám autorsky přispěl, např. výběr z architektonické tvorby 1959–1997 (65. výstava Galerie Caesar).

### Politické angažmá
Dle svých slov byl spíše konzervativní, o politiku se zajímal celý život, do aktivní politiky vstoupil až po roce 1989, členem Křesťanskodemokratické strany (KDS) se stal nedlouho po jejím vzniku. Byl také členem zastupitelstva a radním města Olomouce. Usiloval o sjednocení křesťansky smýšlejících stran v Československu a ČR, avšak zánikem KDS tyto vize skončily neúspěchem.

## Smrt a odkaz
Arch. Černoušek vždy vystupoval skromně, avšak sebejistě, jak sám říkal, pracoval ku cti a slávě Boží, což jistě jako zasvěcená osoba dodržoval a ilustroval svým životem a dílem. Miloval jazz, swing, dixieland i rock'n'roll.[zdroj?]
Na jeho pohřbu zazněla slova o vyznávání architektury zbožnosti. Obřad se konal v chrámu sv. Mořice v Olomouci a vedl jej Mons. Jan Graubner, arcibiskup olomoucký.
Je pohřben v rodinném hrobě na Ústředním hřbitově v Brně.